# NGC 422
NGC 422 est un amas ouvert du Petit Nuage de Magellan (PNM) situé dans la constellation du Toucan.
NGC 422 a été découvert par l'astronome britannique John Herschel en 1835.

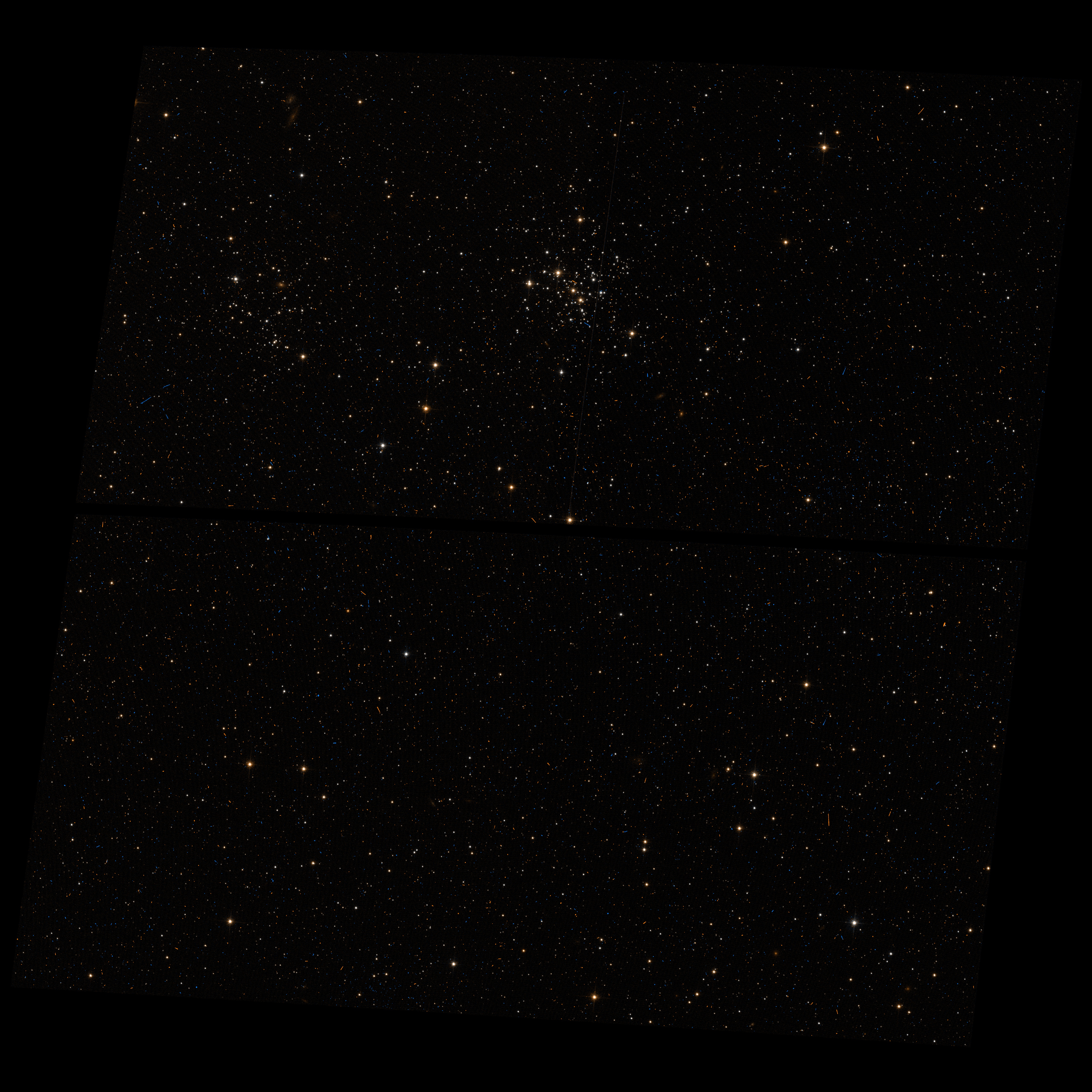
L'amas ouvert NGC 422 dans le Petit Nuage de Magellan. (Télescope spatial Hubble)